# 839
Cette page concerne l'année 839  du calendrier julien.
L'année 839 est une année commune qui commence un mercredi.

## Événements

### Asie
- Le Kaghan des Ouïgours se donne la mort à la suite de la révolte de son ministre[1].
- La Chine compte 30 millions d’habitants[2].

### Europe
- 18 mai : une ambassade de l’empereur de Byzance Théophile est reçue à la cour de Louis le Pieux à Ingelheim, près de Mayence (Annales de saint Bertin). S’y joignent des envoyés du roi varègue Chaganus, qui déclarent appartenir à la nation appelée Rús. Lorsque Louis le Pieux comprend que ce sont des Suédois, il les tient en suspicion et les garde auprès de lui afin de s’assurer que ce ne sont pas des espions, avant de leur rendre leur liberté[3]. Le chef rús qui envoie une ambassade à Louis le Pieux porte le titre de Chaganus, ce qui semble indiquer que les institutions de sa principauté sont calquées sur celle des Turcs khazars.
- 30 mai : 
  - assemblée de Worms. Soumission de Louis de Bavière. Nouveau partage de l’empire franc au profit de Charles le Chauve qui obtient les terres à l’ouest du Rhône, de la Saône et de la Meuse[4].
  - le duc de Bénévent Sicard est assassiné par ses sujets[5]. Son trésorier Radalgis usurpe le trône tandis que le frère de Sicard, Siconolf, se proclame indépendant à Salerne en décembre[6]. La guerre civile dure jusqu'en 851.
- 1er septembre[7] : indépendance du port d’Amalfi, en Italie, vis-à-vis du gouverneur napolitain.

- Pribina, chassé de sa principauté de Nitra en 833, embrasse le christianisme et installe une principauté vassale de l'empire carolingien en Pannonie dans les environs du lac Balaton[8].
- Une flotte grecque parait sur les côtes de Syrie[9]. Début d'une guerre navale de la mer Égée à l'Égypte entre l'Empire byzantin et les Abbassides (fin en 866).
- Ambassades byzantines à Venise (840) et à Cordoue (839-841)[10].
- Les Arabes prennent Tarente[11].
- Ancône est mise à sac par les Sarrasins[12].
- Les Varègues entrent en contact avec les Byzantins sur les bords de la mer d'Azov : extension des Suédois vers l’Est, en Baltique, puis à travers la Russie jusqu’à la mer Caspienne (Varègues) du VIIe au Xe siècle[13].
- Prise de Waterford par le norvégien Turgeis[14].
- Une importante force viking remonte les vallées du Tay et de l'Earn jusqu'au cœur de l'Écosse, bat près de Strathearn le roi des Pictes Eòganán et son frère le roi des Scots, qui sont tués avec de nombreux chefs pictes[15].